# Левски (община)
Левски (болг. Община Левски) — община в Болгарии. Входит в состав Плевенской области. Население составляет 25 607 человек (на 21.07.05 г.).

## Состав общины
В состав общины входят следующие населённые пункты:
1. Асеновци
2. Аспарухово
3. Божурлук
4. Болгарене
5. Варана
6. Градиште
7. Изгрев
8. Козар-Белене
9. Левски
10. Малчика
11. Обнова
12. Стежерово
13. Трынчовица